# Дослідне (Дніпровський район)
Дослідне — селище в Україні, в Новоолександрівській сільській територіальній громаді Дніпровського району Дніпропетровської області. Населення за переписом 2001 року становило 2126 осіб.

## Географія
Селище Дослідне примикає до міста Дніпра. Поруч проходять автомобільна дорога Н08 та залізниця, є станція Зустрічний за 1,5 км.

## Історія
Селище засноване в 1957 р. як поселення наукових працівників Всесоюзного Науково-дослідного інституту кукурудзи (нині Інституту сільського господарства степової зони НААН України) для проведення польових і лабораторних дослідів з різними сільськогосподарськими культурами.
У 1989 р. за переписом тут мешкало приблизно 2000 осіб.
На початок 2007 року в селищі Дослідне проживало близько 2100 людей, майже 80 % працездатного населення працює на підприємствах міста Дніпра. Останнім часом територія селища істотно зросла за рахунок приватної забудівлі.
В селищі розташований Храм Святителя Іоасафа Білгородського.

## Населення

### Мова
Розподіл населення за рідною мовою за даними перепису 2001 року:
| Мова                | Відсоток |
| ------------------- | -------- |
| українська          | 58,9%    |
| російська           | 40%      |
| інші/не визначилися | 1,1%     |

## Археологія
Біля селища Дослідне донедавна був курган «Близнюк-2», вже знищений. Деталі, фрагменти пластин з ритованими зображеннями. Давня Греція. Кінець V – перша половина IV сторіччя до Р. Х. Розкопки Ромашки В. А., 2007 року. Серед знахідок кургану «Близнюк-2» особливе місце належить кістяним пластинам і виробам з кістки, які, ймовірно, є деталями і обкладками скриньки, піксиди або архаїчного струнного інструменту типу ліри, кітари. Особливо виразні пластини із зображенням рослин, тварин, птахів, з геометричним орнаментом. Скитський котел з бронзи кінця V – першої половини IV ст. до Р. Х. Предмети похоронного інвентарю з скіфського кургану «Близнюк-2»: зброя (меч-акінак, втулка списа, наконечники стріл, пращовий камінь), фрагменти обладунку, ювелірні прикраси (кільце, ожерельна пластина у вигляді голови лося), реофар — ритуальна фарба, ковшик — кіаф. Датуються кінцем V — першою половиною IV ст. до Р. Х.

## Характер забудови та інфраструктура
У селищі Дослідному переважна більшість населення проживає в 45 багатоквартирних будинках. Інфраструктура розвинута слабко: діє початкова школа, сільський клуб і пошта (у приміщеннях Державного Підприємства Дослідне господарство «Дніпро»), бібліотека (у приміщенні Інституту сільського господарства степової зони) два продовольчі кіоски, у будівлі колишнього Дніпропетровського обласного навчального центру з перепідготовки і підвищення кваліфікації керівників і спеціалістів АПК, що нині використовується приватними фірмами за іншим призначенням — діє кафе та філії двох банків. У селищі Дослідне є православний храм , який безпосередньо примикає до стадіону. Є відділення Нової Пошти. 
Мешканці в більшості користуються закладами освіти, розвитку, розваг, медичної сфери безпосередньо в місті Дніпро, до якого і прилягає селище. 

## Економіка
- «Агромодуль», ТОВ.
- «Автекс», ВАТ.
- «Тотус», ТД.
- «Трейдинг Плюс», ТОВ.
- Дніпропетровський обласний навчальний центр з перепідготовки та підвищення кваліфікації керівних працівників і спеціалістів АПК.

## Труднощі
У селищі відсутнє централізоване опалення. Немає дитячого садка і спеціалізованої житлово-експлуатаційної контори (ЖЕК). Багато виробничих фірм розмістили склади, виробничі цехи, автостоянки з західного боку Дослідного, тому понад житловими будинками постійно проходить багатотоннажний транспорт, який створює незручності і небезпеку мешканцям селища.

## Відомі люди
- Руслан Ротань — український футболіст, капітан «Дніпра», гравець збірної України з футболу.